# Nor Artages
Nor Artages (en arménien Նոր Արտագես) ou Nor Artagers est une communauté rurale du marz d'Armavir, en Arménie. Elle compte 1 863 habitants en 2009.